# Cnoc na Ceathrún
Cnoc na Ceathrún (in inglese Carhoo Hill o Ballymacadoyle Hill ) è una ampia collina a ovest di Dingle (contea di Kerry, Irlanda).

## Etimologia

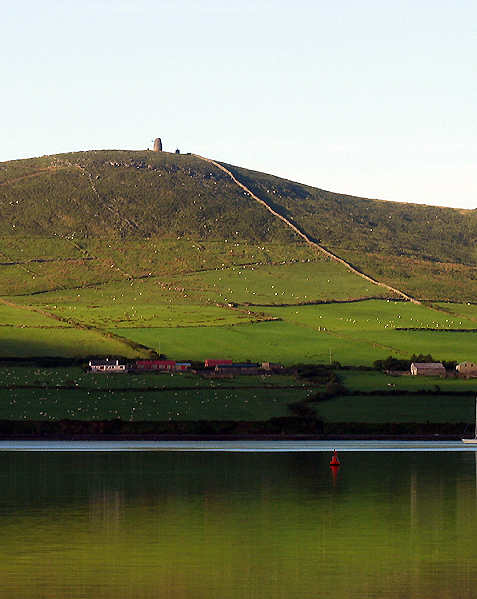
Eask Tower.

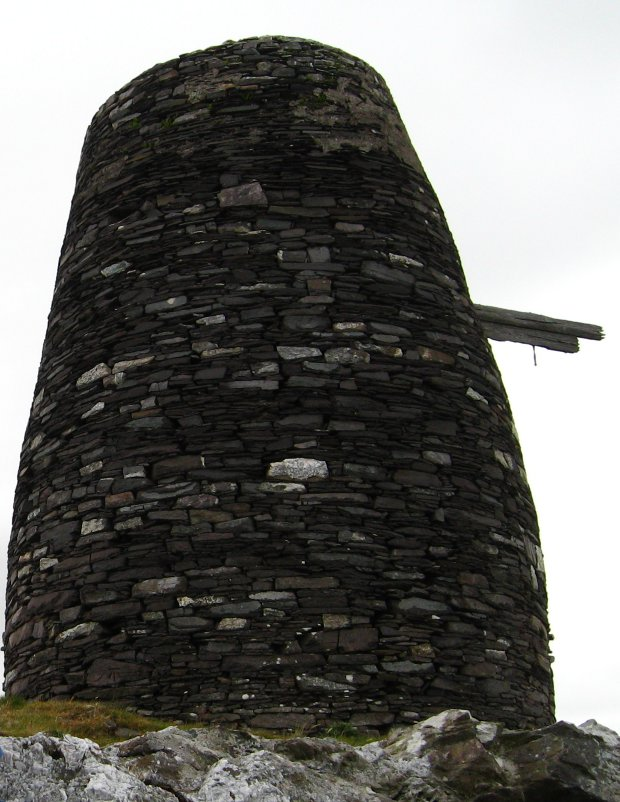
La torre da vicino, con il suo braccio indicatore.

Il nome della collina in lingua irlandese significa collina del quarto o del quartiere.

## Geografia
La collina, dell'altezza di 184-metro (604 ft) e con una prominenza topografica di 169-metro (554 ft), è collocata in posizione isolata e domina la tozza penisola che divide il porto naturale di Dingle (Dingle Harbour) dal resto della baia. Per le sue caratteristiche di altitudine e di prominenza topografica viene inclusa tra i Marilyn.
Il panorama dal punto culminante comprende buon tratto della costa delle penisole di Dingle e di Iveragh.

## Storia
Sulla cima della collina sorge la Eask Tower (torre di Eask), una robusta torre in pietra a secco di circa 10 metri di altezza. Venne costruita nel 1847 su iniziativa del reverendo Charles Gayer durante il periodo della Grande carestia irlandese. Un braccio orizzontale in legno posizionato nella parte alta della torre indica ai naviganti la giusta via per entrare nel porto di Dingle, informazione molto utile dato che la nebbia è molto frequente nella zona e che la via di accesso è tutt'altro che evidente se vista dal mare aperto. Nel corso della seconda guerra mondiale la cima della collina venne usata come stazione per la sorveglianza della costa.

## Accesso alla cima
La salita alla cima della collina viene normalmente effettuata dalla costa interna alla rada di Dingle e richiede una camminata di 1.6 km a partire dalla strada asfaltata. Dato il bel panorama che si gode dal punto culminante le guide consigliano di riservare l'escursione per una giornata limpida.